# Al’s Diner
Das Al’s Diner (ehem. The White Diner) ist ein 1958 gebauter Diner in Chicopee im Bundesstaat Massachusetts der Vereinigten Staaten. Es zählt zu den sogenannten „Stainless-Steel“-Dinern und wurde am 14. Dezember 2000 im Rahmen der Multiple Property Submission Diners of Massachusetts MPS in das National Register of Historic Places eingetragen.

## Beschreibung
Das Al’s Diner ist eins von nur zwei Dinern in Massachusetts, die von dem Unternehmen Master Diners in Pequannock, New Jersey gebaut wurden. Es befindet sich innerhalb eines Industrie- und Gewerbegebiets in der Nähe der Willimansett Bridge, die Chicopee mit Holyoke verbindet. Es wurde in Stahlskelettbauweise aus rostfreiem Stahl (englisch stainless steel) hergestellt und damit auch von außen verkleidet, was diesem Diner-Typ seinen Namen gab. Horizontale Streifen aus roter und blauer Email geben der Außenhülle farbige Akzente. Das Monitor-Dach ist von einer stählernen Brüstung umgeben. Die Küche befindet sich in einem einstöckigen Anbau mit Flachdach an der Rückseite.
Das Diner verfügt an der Frontseite über zwei Eingänge, die jeweils ein kurzes stählernes Vordach aufweisen. Die Eingänge anderer Diner dieser Epoche waren in ein Vestibül ausgelagert, weshalb die Eingangsbereiche des Al’s Diner ungewöhnlich sind und im Vergleich weniger Raum für Sitzplätze lassen. Auf dem Dach befindet sich ein in Anbetracht der Abmessungen des Diners sehr großes Schild aus den 1960er Jahren mit der Aufschrift „Al’s Restaurant“, über dem weitere zwei Schilder montiert sind, die diverse Speisen zum Mitnehmen anpreisen. Links davon ist ein weiteres Schild mit der Aufschrift „Al’s Diner“ angebracht.
Im Inneren bietet das Diner 24 Sitzplätze entlang der Frontseite und 14 Hocker an der Theke, die sich über nahezu die gesamte Länge erstreckt. Das ursprüngliche Farbkonzept im Inneren bestand aus den Farbtönen Lachsrosa, blassgrau, dunkelgrau und weiß, was an einigen Stellen wie den Wänden unterhalb der Fenster, den Tischen oder dem Terrazzoboden noch erkennbar ist. Die Hocker und Sitzecken sind mit grünem PVC bezogen.

## Historische Bedeutung
Das Al’s Diner ist das letzte noch bestehende Diner in Chicopee und als eines von nur zwei von Master Diners gebauten Restaurants sowie aufgrund der Konstruktion der Eingänge im gesamten Bundesstaat im Vergleich mit anderen Stainless-Steel-Dinern sehr ungewöhnlich. Seit dem Ende der 1950er Jahre ist das Diner eng mit der Familie Mathews verbunden.
1958 kaufte Al Thibault das Diner und eröffnete es in Chicopee unter dem Namen „The White Diner“. 1959 verließ Anastasios Mathews das Puritan Diner in Holyoke, um im The White Diner als Koch zu arbeiten. 1962 kaufte Al Rubin das Diner und benannte es in „Al’s Restaurant“ um, was angesichts der aufstrebenden Fastfood-Ketten dem damaligen Trend der Diner-Betreiber entsprach, eine familienorientierte Restaurant-Atmosphäre zu schaffen. In diesem Zuge wurden auch die Küchen in einen Anbau ausgelagert. Am 1. Februar 1975 erwarb die Mathews-Familie das Diner, die bereits mit drei Familienmitgliedern dort beschäftigt war, und betreibt es bis heute. Bis 1983 hatte das Diner rund um die Uhr geöffnet, wurde dann aber zunächst sonntagnachts und ab 1985 sukzessive auch grundsätzlich in den Nachtstunden geschlossen.
Chicopee war bereits in den 1940er Jahren ein wichtiger Industriestandort mit Herstellern von Produkten wie Autoreifen, Handfeuerwaffen, Stahlerzeugnissen, Chemikalien, Textilien oder Möbeln. Zudem wurde die Stadt 1939 als Standort der U. S. Army North Eastern Air Base (heute Westover Air Reserve Base) ausgewählt. 1949 wurden in Chicopee insgesamt 55 Restaurants und Diner gezählt; das Al’s Diner ist das letzte noch bestehende Diner der Stadt. Der Hersteller Master Diners stellte seine Geschäftsaktivitäten in den 1970er Jahren ein.